# Анастасія Ярославна

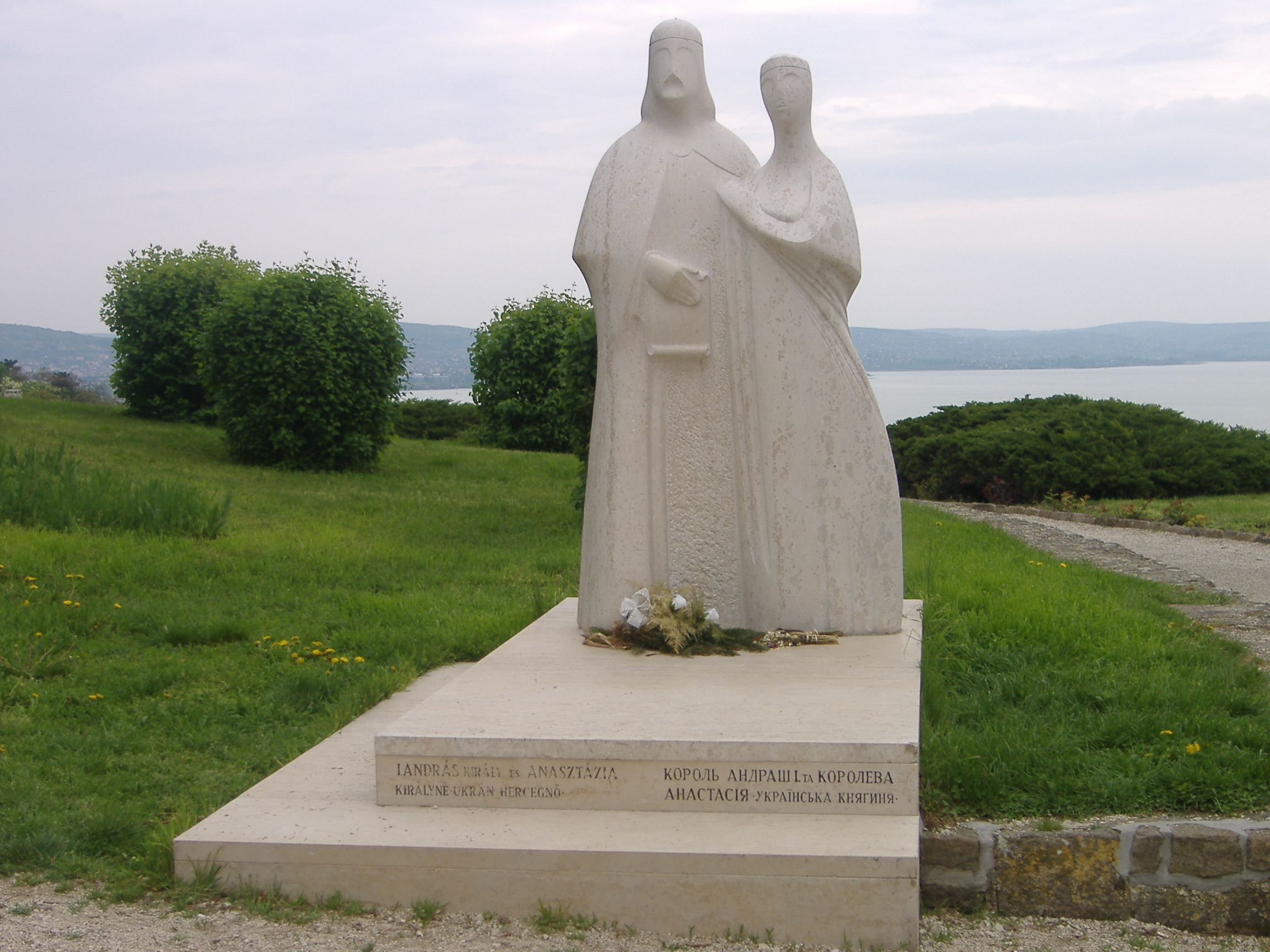
Пам'ятник Андрію та Анастасії на березі озера Балатон

Анастасі́я Яросла́вна (*бл. 1028 — кінець ХІ століття, після 1074 року) — дочка Великого князя Київського Ярослава Мудрого та його другої дружини Інґіґерди, видана близько 1046 року за угорського короля Андрія I.
Шлюб Анастасії Ярославівни з Андієм відбувся, мабуть, близько 1046, коли той із руською допомогою заволодів угорським троном. Джерела ХІ століття не називають дружину Андраша на ім'я, воно з'являється вперше у польського історика 15 століття Яна Длугоша. Шлюб Анастасії Ярославівни з Андрашем І був одним із заходів у європейській матримоніальній політиці Ярослава, який відійшов від традиційно однобічної, спрямованої на Візантію дипломатії своїх попередників. Анастасія Ярославівна мала у шлюбі з Андрашем дочку Аделаїду і двох синів: Шаламона і Данила.
У 1061, рятуючись від короля Бели І, Анастасія з сином Шаламоном та його дружиною Юдіт, що була сестрою німецького імператора Генріха IV, перебралися на якийсь час до Німеччини. Згодом Шаламон став угорським королем (роки правління 1063—1074).
Анастасія була прихильницею заснування православних монастирів в Угорщині. Тому не дивно, що деякі історики вважають, що вона сприяла заснуванню такого монастиря на Чернечій горі (Жоржині) в Закарпатті. Тоді тут уже існувало поселення ченців з Києво-Печерського монастиря, очевидно, що прийшли сюди слідом за королевою. Згодом у 1240—1241 рр. під час монгольської навали поселення було зруйновано.

## Діти
В шлюбі Анастасії Ярославни з королем Андрієм народились:
- Аделаїда (1040 — 27 січня 1062), дружина князя Богемії Вратислава ІІ
- Соломон I (1053—1087), король Угорщини
- Давид Угорський (п. 1053 — п. 1094), князь Угорщини.
- Євфемія (бл. 1050 — 2 квітня 1111), княгиня Моравська (за іншими гипотезами вона була донькою Бели I).